# Botswana Athletics Association
La Botswana Athletics Association (BAA) est la fédération nationale d'athlétisme du Botswana, fondée en 1972.
Cette fédération sportive fait partie de la Confédération africaine d'athlétisme.

## Histoire
Moins de six ans après l'indépendance du Botswana, la Botswana Athletics Association a été fondéelors d'une réunion à l'école secondaire de Gaborone le 18 juin 1972. L'organisation a été enregistrée en juin 1979, avec pour président le lieutenant-général Mompati Merafhe. Après avoir pris sa retraite de l'armée, Merafhe est devenu ministre des affaires étrangères, puis Vice-président de la république du Botswana de 2008 à 2012.
La responsabilité de l'organisation couvre le même large éventail de manifestations d'athlétisme que l'organe directeur mondial, World Athletics, dans le but de permettre aux athlètes de concourir sur la scène internationale.
Le président actuel est Phaphane Botlhale.

## Quelques résultats
Les athlètes botswanais ont connu le succès dans les épreuves de sprint et de demi-fond ; Nijel Amos a remporté la première médaille olympique en tant qu'athlète junior, en terminant avec une médaille d'argent sur 800 mètres aux Jeux olympiques de 2012, derrière le record du monde de David Rudisha. Amos reste le détenteur du record du monde junior grâce à cette performance. Amantle Montsho est le champion du monde 2011 du 400 mètres. Isaac Makwala est le septième coureur de 400 mètres le plus rapide de l'histoire et il est à la tête d'une équipe de relais 4x400 mètres prometteuse qui a été en lice pour une médaille aux Jeux olympiques de 2016 jusqu'à la fin de la course.